# 競技かるた
競技かるた（きょうぎかるた）とは、小倉百人一首を用いて、一般社団法人全日本かるた協会が定めた規則に則って行う競技である。

## 概説

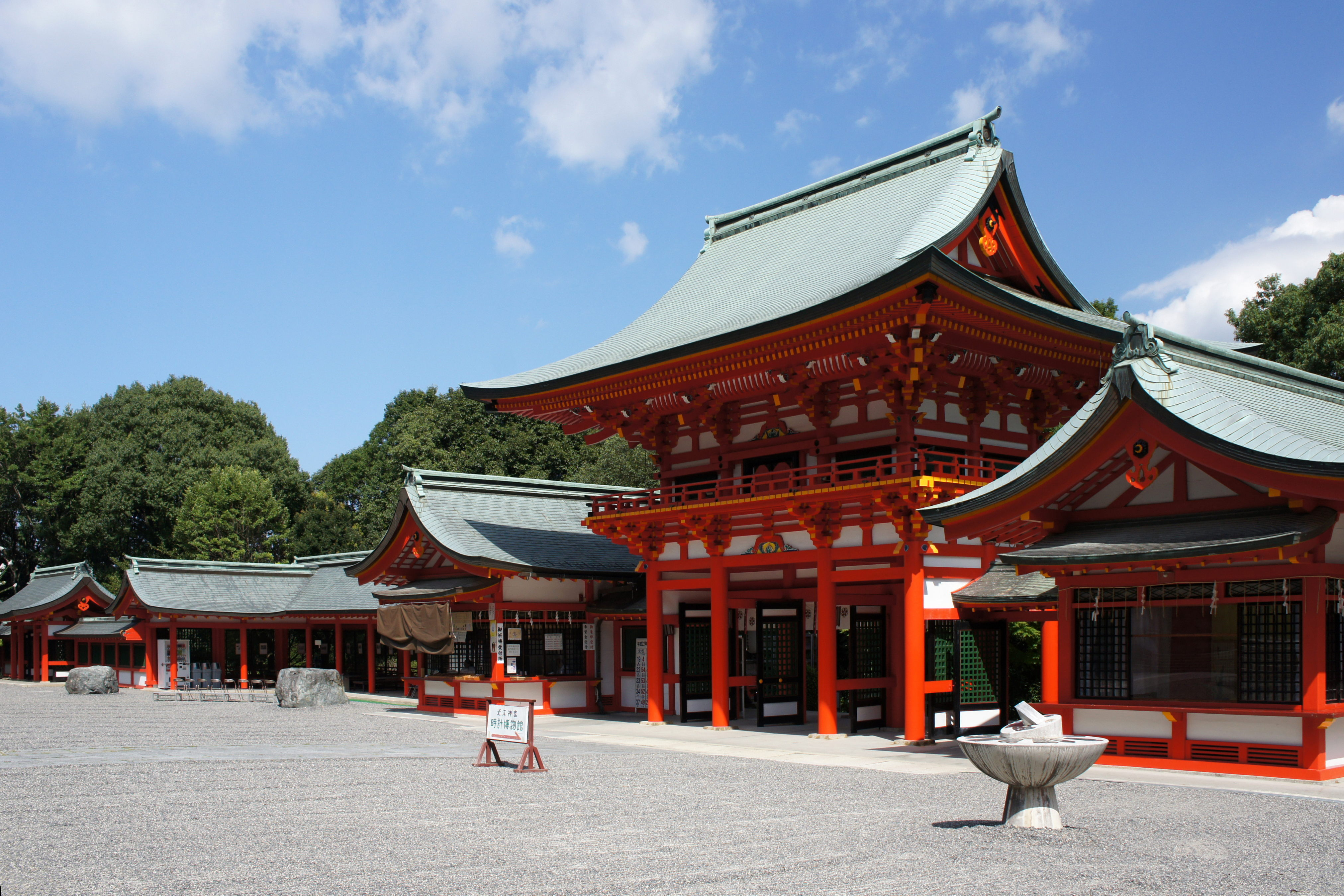
近江神宮楼門

競技かるたは小学生から高齢者まで幅広く、性別を問わず行われている。一般的なイメージである文化活動や伝統文化という側面もあるが、一方でTシャツにジャージでも行われるスタイルや、競技に高度な瞬発力・記憶力・精神力が必要とされることなどから、競技かるたはカーリングやダーツなどと同じくスポーツとして取り組まれている。対人競技であること、札を払うときの激しさ、試合が長時間にわたり一般の想像以上に気力、体力も求められることなどから「畳の上の格闘技」とも形容される。競技人口は、社団法人全日本かるた協会では「学校の部活動や、子供会活動まで含めると、100万人を超えると言われています」とする。ただし、かるた会に所属し継続的に「競技かるた」活動を行っている者は、2010年時点での協会のC級以上の正会員は2000人弱で、正会員となる必要がないD級（当時の規定）以下の者・有段者であるが正会員登録していない者などを含めても1万人 - 2万人程度とされる。
競技かるたにおける最高峰の大会は、毎年1月に滋賀県大津市の近江神宮において行われる男性部門の名人位戦と女性部門のクイーン位戦で、勝者はそれぞれ名人・クイーンと呼ばれ、試合の様子は毎年YouTubeで配信されている。また近江神宮では名人位戦・クイーン位戦のほかに全国高等学校小倉百人一首かるた選手権大会（かるた甲子園）などの大会も行われており、近江神宮は競技かるたにおける聖地となっている。
西日本の中学校や高校などでは運動会・体育祭の一部や代替行事、単独行事として「かるた大会」が行われていることが多い。
21世紀には日本語を母語としない海外の競技者も増加している。2012年9月には第一回の国際交流大会が開催され、日本のほかアメリカ、中国、韓国、ニュージーランド、タイから参加があった。　 2023年現在海外にもかるた会ができており、中国や台湾など近隣国だけでなく、アメリカ、シンガポール、タイ、ブラジル、フランスにも存在する。

## 競技かるたの成立
百人一首を用いた競技は明治時代以前から行われていたが、そのルールは地方やかるた会によってまちまちであった。1905年（明治38年）1月4日と5日にわたって『國民新聞』から「かるた会変遷」と題して掲載された記事によると、競技かるたの黎明期にあたる1892年 - 1893年（明治25年 - 26年）ごろ東京で、本郷の帝国大学(現在の東京大学）の学生によって設立された緑倶楽部と弥生倶楽部が初めての競技かるたのかるた会であると書かれている。競技かるたのルールの統一が図られたのは1904年（明治37年）、ジャーナリストの黒岩涙香によってであった。黒岩は「東京かるた会」を結成し、第1回の競技かるた大会を開催した。その後、ルールについては微妙な修正を経て、現在に至っている。
競技かるたの全国団体としては、1934年（昭和9年）に「大日本かるた協会」により全国統一が図られた。その後、戦中、戦後の分裂を経て、1957年（昭和32年）に、1954年結成の全日本かるた協会に統一された。「全日本かるた協会」は1996年（平成8年）に社団法人の認可を受け、現在に至っている。協会では1955年（昭和30年）から男子選手の最強を決める名人戦を、1957年（昭和32年）から女子選手の最強を決めるクイーン戦を主催している（名人・クイーン参照）。
他に百人一首の団体としては、競技性よりも文化的側面を重視する「日本かるた院本院」、北海道で盛んな下の句かるたを行う「全日本下の句かるた協会」が存在する。

## 競技方法

### 基本ルール
競技かるたの公式大会では、大石天狗堂製のかるた札が用いられる。一試合では百人一首の100枚の字札のうち無作為に選ばれた50枚と、歌を読み上げる読手（どくしゅ）用の百首全ての読み札を使用する。
字札50枚を裏返した状態でよく混ぜてから互いに25枚ずつ取り、それを自分の陣地(自陣)の畳に上段、中段、下段の3段に分けて並べる。このとき札を並べる範囲は横87cmまでとなっており、相手の陣地(敵陣)にも同様に25枚が並べられた状態が完成形となる。その後15分間の暗記時間が設けられ、その間に自陣・敵陣の50枚の位置を暗記した後、競技が開始される。暗記時間中の最後の2分間は素振りが認められる。
暗記後は対戦相手、読手の順に礼をしてから競技が始められる。これはかるたは礼に始まって礼に終わるという「かるた道の精神」によって、定式化されている。競技開始時にはまず百人一首に選定されていない序歌（一般的には王仁の「なにはづの歌」）が読まれる。これは一旦上の句・下の句が通しで読まれた後に下の句だけがもう一度繰り返され、そこから読み札が一首ずつランダムに読まれていく。
読まれた歌に対応する字札に相手より先に触れる、もしくは完全に有効手で競技線外に押し出すことで、その字札を自身の「取り札」とする（以降、字札のことを単に「札」と表記する）。自陣にある札を取った場合、その札を自身の横に置くなどして自陣から除外する。敵陣にある札を取った場合は、その札を陣から除外した上で、自陣にある札を任意で1枚選び、敵陣に送る（再配置させる）ことで自陣の札が1枚減った状態をつくる。後者を「送り札」という。一般的なかるた遊びのように取った枚数を競うのではなく、自陣の札を減らして敵陣より先にゼロにすることが勝利条件となる。
「読まれた札のある陣と反対の陣のいずれかの札に自ら触れる」と「お手つき」となる。相手がお手つきをした場合は、自陣の好きな札を1枚敵陣に送ることができる。単に「違う札を取る」という一般的な解釈とは異なり、「読まれた札と同じ陣内にある別の札を触った」場合はお手つきにならず、また「目的の札に触れた際、札が動いた勢いで反対の陣の札を動かした」場合も（反対の陣の札には自らの手指で触れていないため）お手つきにはならない。
読み札は百首全てが用意されるのに対して、場にある字札は半分の50枚のため、読まれた歌の札が自陣・敵陣どちらにも存在しない場合もあり、これを「空札（からふだ）」という。空札が読まれているのにもかかわらず、自陣または敵陣のいずれかの札に触った場合もお手つきとなる。
また、お手つきには、『ダブル』や『空ダブ』と言われるケースもある。『ダブル』は、敵陣の札が読まれて、自分がその札を取り、対戦相手がこちらの陣の札を触ったときに成立する。この場合は札を2枚(敵陣取りと相手のお手つきでそれぞれ1枚ずつ)送ることができ、相手と自分で3枚差がつくことになる。
『空ダブ』は、空札のときに、敵陣、自陣をともに触ってしまったときに成立する。この場合、相手から2枚札が自分に送られ、相手と自分で4枚差がつくことになる。ただし、両者ともお手付きをした場合は「共お手（共付き）」と呼ばれ、互いに送り札は行わない。
札を取る手は、1試合を通してどちらか片方の手のみが認められる。試合開始後最初に札を取りに行ったほうの手で最後まで取り続けなくてはならない。
札の配置は競技中に、相手に宣言することで自由に動かすことができる。ただし、頻繁な移動や、一度に大量の札を移動させることは、マナー上好ましくないこととされている。
これらを繰り返し、自陣の25枚の札を先に絶無とした方を勝者とし、競技は終了する。

### 競技の特色
場にある字札が下の句であるのに対して、詠まれるのは上の句であるため、百首全ての上の句とその決まり字を知っていることが競技の前提となる。3字目までで確定する札が百首のうち86首存在すること、決まり字は経過により短くなっていくことから、瞬発力と反射神経、暗記力が求められる。
1試合あたりの所要時間は、大会やルールにもよるが、暗記の時間を含めるとおよそ90分かかる。これはサッカーの1試合の時間に等しく、全国クラスの大会では勝ち進むとこれを最大5試合から7試合繰り返すことになるので、大会を制覇するためにはかなりの体力・持久力・集中力・精神力が必要となる。参加人数の多い試合や練習のときは時間短縮のため、同じ会場・同じ時間・同じ読手で進行する試合での50枚の取り札を各組とも統一することがある。
競技時の服装に原則として制限はなく、ジャージにTシャツの組み合わせが一般的になっているが、「名人・クイーン戦」を始め、「国民文化祭」や「女流選手権大会」など一部の大会では和装が義務化されているため、こうした大会に出場する場合には事前に衣装の準備を行う必要がある。膝を痛めないように、ひざ当てやタオル、座布団などを使用する者もいる。
多くの競技では一競技に一人以上の審判がつくのが一般的であるが、競技かるたでは基本的に一組に一人の審判がつかない状態で行われるため、ルールは競技者で判断しなければならないセルフジャッジの部分が多い（そのため競技ごと、対戦者ごとにルールが曖昧になる場合もある）。因みに、2人がほぼ同時に札に触れ、その時間差が互いの協議でも解決できないほど逼迫している場合は、その札があった陣の側の競技者の取りとして処理する（「セイム」と呼ばれる）。

### 大会の方式
競技かるた大会の方式は、個人戦と団体戦に分かれる。

#### 個人戦
個人戦はトーナメント方式で行われる。全日本かるた協会（以下、全日協）が主催する大会のうち、通常の公式戦は、A級（四段以上）、B級（三段）、C級（二段）、D級（初段）、E級（無段）の5階級に分かれて実施され、下位の級で一定以上の成績を修めることで、昇段の権利を得て上位の級に昇級する（詳細は「級位・段位」を参照）。なお、C級以上の階級で個人戦に出場するためには、所属会を通じて全日協の正会員になる必要がある。こうした昇級・昇段に関わる大会は、かるた会の主管等により、全国で年間50回弱開催されている。
これとは別に地方大会では、公式戦とは別の基準による階級分けを実施している場合がある。また、「全日本大学かるた選手権大会」「全国小中学生かるた選手権大会」など、実力・階級別ではなく、学年別にトーナメントを実施する大会も存在する。敗者復活戦を設けたり、敗者も一定の試合数をとれるよう配慮した大会もある。
公式戦は、原則として年齢・性別関係なく自身の階級に応じて出場可能だが、「全国学生選手権大会《小学生～大学院生》」「全国高校選手権大会《高校生》」「全国女流選手権大会《女性のみ》」「全日本シニア選手権大会《50歳以上》」などのように出場できる選手の対象を絞っている大会もある。また、「名人位戦・クイーン位戦予選《A級のみ》」「全国かるた競技選抜大会《A級入賞者のみ》」「全日本かるた選手権大会《A級のみ》」のように出場対象をA級選手に限定している大会もある。
対戦は、選手名、所属会などが記された対戦カードを、裏返しにしてよく切り、対戦ボード上に並べていくことで決定する。同会の選手同士は、原則として対戦しない。トーナメントの性質上、1回戦では不戦勝（実質的にはシード）が頻繁に発生する。

#### 団体戦
団体戦の方式は、大会により異なる。代表的な団体戦方式の大会としては、「全国職域学生かるた大会《職場、学校別》」「全国競技かるた各会対抗団体戦《かるた会別》」「国民文化祭小倉百人一首かるた競技大会《都道府県別》」「全日本大学かるた選手権大会（団体戦の部）《大学別》」「全国高校選手権大会（団体戦）《高校別》」などが存在する。
例として「全国職域学生かるた大会」を取り上げる。同大会は5人形式による団体戦であり、3勝した方が勝ち点を獲得する。登録は8人まで可能であり主将～八将までの将順を決める。8人の中から、対戦ごとに5人の対戦順を決める。双方の対戦順は事前にわからないため、どこに誰を配置するか駆け引きの場になる（組み合わせによっては、個々人の段位の比較では実力の高いチームが敗れることもありうる。）。A級～E級に分かれて、リーグ戦による勝ち点、勝ち数により順位を決定し、昇級・降級が決まる。
職域大会では、一定の条件下で一つの団体（職場、学校）から複数のチーム（Aチーム、Bチームなど）が出場可能であり、また同じ団体の所属であればよいため教師と生徒（かるた部の顧問と部員）によるチーム編成も可能であるなど、他のスポーツ、競技にはあまり見られない特色もある。
その他の大会でも、団体戦は5人形式をとるものが多いが、「全国競技かるた各会対抗団体戦」は3人形式（6人登録）をとっている。
団体戦には、試合中のメンバー間での掛け声や、札合わせ（チームとしての勝利の確率を上げるため「送り札」でとられる戦略）等の駆け引きなど、個人戦とは違った魅力がある。

## 主な大会
- 名人位・クイーン位決定戦
  - 名人位決定戦：1955年開始、クイーン位決定戦：1957年開始。
  - 競技かるたの最高峰を決定する大会[2]。毎年1月に近江神宮で開催される。
- 全国選抜かるた大会（全国かるた競技選抜大会）
  - 1986年開始。
  - 四段以上の選手の中で成績優秀者を選抜して行う大会[2]。毎年3月に明治神宮で開催される。
- 全日本かるた選手権大会
  - 1962年開始。
  - 四段以上の選手の男女混合オープン制のトーナメント方式で実力日本一を決定する大会[2]。毎年4月にホテルフォレスタで開催される。
- 全国競技かるた女流選手権大会
  - 1958年開始。
  - 各級別（Ａ・Ｂ・Ｃ等）に女性日本一を決める大会[2]。毎年12月に京都嵐山の時雨殿で開催されていたが、第49回大会（2017年）から第52大会（2020年）は5～6月にあわら市の清風荘で開催されている。
- 全国高等学校小倉百人一首かるた選手権大会
  - 1979年開始。
  - 高校選手権の位置づけの大会。毎年7月に近江神宮で開催される。
- 全国職域学生かるた大会（職域大会）
  - 1963年開始。
  - 同じ職域・学校所属の1チーム5人による団体戦を行う大会。毎年3月と8月に江戸川区スポーツセンターで開催される。
- 全日本大学かるた選手権大会
  - 1994年開始[3]。
  - 大学かるた連盟の部内大会。毎年8月に近江神宮で開催される。
- 国民文化祭
  - 2004年開始。
  - 各都道府県対抗の1チーム5人の団体戦を行う大会[2]。毎年10月～11月に開催される。
- ねんりんピック
  - 1996年開始。1999年からは毎年開催。
  - 各都道府県対抗の1チーム3人の団体戦であり、原則60歳以上の選手のための大会[2]。毎年9月～10月に開催される。

## 級位・段位
全日本かるた協会ではA級からE級までの級位、初段から十段までの段位を定めている。級は、大会に出場するクラスの事であり、通常はA級が四段以上、B級が三段、C級が二段、D級が初段、E級が無段（有段者も、級位を併せ持つ形）となっている。実力による段位は八段まで、九段・十段は、功労者に与えられる。初段から八段までは免許、九段は允許、十段は推挙状となる。A級は、名人戦・選手権・選抜大会などのタイトル大会への参加資格を持つ。

### 昇段基準、段位と級位（大会級）の関係
- 全日本かるた協会では以下の昇段基準を定めている。選手は全日本かるた協会が主催する公式戦に出場し、階級別のトーナメント戦を勝ち抜き以下の成績要件を満たすことにより、昇段・昇級する。（実力による昇段）
- かるた会によっては下記の昇段・昇級要件よりも厳しい要件を課している場合がある。
- 公式戦では通常、各級4位（ベスト8）を入賞として表彰するが、C級～E級では4位入賞では昇段・昇級要件を一切満たさない。そのため、当該各級では3位入賞をかけた準々決勝が出場選手にとって大きな関門となる。
- またB級では、A級昇進のために優勝1回または準優勝2回を果たす必要があるため、決勝戦または準決勝戦が大きな関門となる。
- 囲碁と同じく負け続けても降級することはないが、大会に一定期間出場しなければ降級(降段)することは可能。その場合もう一度トーナメント戦で勝ち上がらなければ昇級できない。

| 級位 | 段位 | 実力による昇段                                                                                   | 功労による昇段 | 名誉による昇段 |
| ---- | ---- | ------------------------------------------------------------------------------------------------ | --- | --- |
| E    | 無段 |                                                                                                  | | |
| D    | 初段 | 1.E級3位入賞（ベスト4） 2.各会の代表者が実力相応と認める者                                       | 各会代表者の推薦する者で、 会の所属する支部長の承認を 得た者                                                           | 都道府県単位の視野から、名 誉段位を贈呈することが相応 しいと判断され、各会代表者の 推薦を受け段位審査会で承認 を得た者 |
| C    | 弐段 | 1.D級3位入賞（ベスト4） 2.各会の代表者が実力相応と認める者                                       | 各会代表者の推薦する者で、 会の所属する支部長の承認を 得た者                                                           | 都道府県単位の視野から、名 誉段位を贈呈することが相応 しいと判断され、各会代表者の 推薦を受け段位審査会で承認 を得た者 |
| B    | 参段 | 1.C級3位入賞（ベスト4） 2.各会の代表者が実力相応と認める者                                       | 各会代表者の推薦する者で、 会の所属する支部長の承認を 得た者                                                           | 都道府県単位の視野から、名 誉段位を贈呈することが相応 しいと判断され、各会代表者の 推薦を受け段位審査会で承認 を得た者 |
| A    | 四段 | 1. B級優勝 2. B級準優勝2回                                                                       | 各会代表者の推薦する者で、 会の所属する支部長の承認を 得た者                                                           | 都道府県単位の視野から、名 誉段位を贈呈することが相応 しいと判断され、各会代表者の 推薦を受け段位審査会で承認 を得た者 |
| A    | 五段 | 1. A級優勝1回 2. A級3位入賞3回 3. A級得点8点 4. A級勝数20勝                                      | 会の所属する支部長の推薦す る者で、昇段審査会の承認を 得た者 但し、対象者が支部 長の場合は、理事1名以上の 推薦を得た者 | 全国的な視野から名誉段位を 贈呈することが相応しいと判断 され、会長の推薦を受け、特 別昇段審査会で承認を得た者          |
| A    | 六段 | 1. 準名人位1回 2. 準クイーン位1回 3. 選手権優勝1回 4. 選抜戦優勝1回 5. A級優勝5回 6. A級得点40点 | 会の所属する支部長の推薦す る者で、昇段審査会の承認を 得た者 但し、対象者が支部 長の場合は、理事1名以上の 推薦を得た者 | 全国的な視野から名誉段位を 贈呈することが相応しいと判断 され、会長の推薦を受け、特 別昇段審査会で承認を得た者          |
| A    | 七段 | 1. 名人位1期 2. クイーン位1期 3. 選手権優勝2回 4. 選抜戦優勝2回 5. A級優勝10回                   | 会の所属する支部長の推薦す る者で、昇段審査会の承認を 得た者 但し、対象者が支部 長の場合は、理事1名以上の 推薦を得た者 | 全国的な視野から名誉段位を 贈呈することが相応しいと判断 され、会長の推薦を受け、特 別昇段審査会で承認を得た者          |
| A    | 八段 | 1. 名人位2期 2. クイーン位2期 3. 選手権優勝3回 4. 選抜戦優勝3回 5. A級優勝15回                   | 協会役員及び会の代表者を永 年勤め功績顕著な者で、理事 2名の推薦を受け、昇段審査 会の承認を得た者                       | 全国的な視野から名誉段位を 贈呈することが相応しいと判断 され、会長の推薦を受け、特 別昇段審査会で承認を得た者          |
| －   | 九段 |                                                                                                  | 特に功労のあった者で、会長、 副会長の推薦を受け、特別昇 段審査会で承認を得た者                                         | |
| －   | 十段 |                                                                                                  | 特に功労のあった者で、会長、 副会長の推薦を受け、特別昇 段審査会で承認を得た者                                         | |

#### 昇段基準の変更
- 1998年（平成10年）11月に昇段基準が制定された当初、三段以下の実力による昇段基準は以下のものであったが、2020年（令和2年）4月に改定され、同時にB級以下各級の大会出場基準も変更となった（四段以上の昇段基準と、功労・名誉による昇段基準に変更はなかった）。
- 2020年（令和2年）3月までは、無段は段位取得を目指す選手が出場するD級と初心者が出場するE級に分けられていた。E級からD級への昇級要件は特に定められていなかったため、初心者はE級を経ずD級から始めることが可能であったが、E級（またはそれに相当する初心者大会など）での入賞（または優勝）をD級への昇級要件として課しているかるた会が多かった。また、B級には二段と三段が含まれていたため、B級3位入賞では二段から三段への昇段は可能でも、出場する級が変わらないこともあった。
- 昇段基準変更に伴う移行措置として、2020年4月から2022年3月までは昇段基準変更前に出場していた級で大会に参加することが可能だった。この場合も、2022年4月以降は、段位に合わせて級位が変更となる。
- また、同移行期間中に限り以下の特別昇段基準が設けられている。これにより、変更前の基準で出場した級において、B～D級4位入賞（ベスト8）で昇段し変更後の基準でも同じ級に出場できるようになるほか、B級優勝やC・D級3位入賞（ベスト4）では2段階昇段し昇級することが可能である。
  - 初段…D級ベスト8（4位）入賞
  - 二段…C級ベスト8（4位）入賞
  - 三段…B級ベスト8（4位）入賞

| 級位 | 段位                     | 実力による昇段                                             |
| ---- | ------------------------ | ---------------------------------------------------------- |
| E    | 無段（初心者）           |                                                            |
| D    | 無段（初段を目指すもの） |                                                            |
| C    | 初段                     | 1.D級3位入賞（ベスト4） 2.各会の代表者が実力相応と認める者 |
| B    | 弐段                     | 1.C級3位入賞（ベスト4） 2.各会の代表者が実力相応と認める者 |
| B    | 参段                     | 1.B級3位入賞（ベスト4） 2.各会の代表者が実力相応と認める者 |

## 読手
札を読み上げる役割の人を読手（どくしゅ）と呼ぶ。公式戦での読手は読唱の美しさや正確さ（声の高低・大きさ・長さ等）も要求される。前の札の下の句・余韻・間合い・出札の上の句の間隔（秒）が「5・3・1・6方式」、「4・3・1・6方式」、「4・3・1・5方式」などがある。上位の試合になると専任読手・公認専任読手（A級・B級）が読唱することになり名人位・クイーン位決定戦では専任読手でないと読唱できない。専任読手・公認専任読手の任期は2年。
| 読手        | 選定基準                                               | 選考方法                                    | 役割                                    |
| ----------- | ------------------------------------------------------ | ------------------------------------------- | --------------------------------------- |
| 専任読手    | - 四段以上。 - A級公認読手で5年以上の実績。            | 全日本かるた協会の専任読手選考会で決定。    | - 三大大会の読手。 - 読手の育成や指導。 |
| A級公認読手 | - 三段以上。 - 所属会会長の推薦。                      | 全日本かるた協会のA級公認読手選考会で決定。 | - 三大大会以外の大会の読手。            |
| B級公認読手 | - 初段以上。 - 所属会会長の推薦。 - 読手講習会の参加。 | 専任読手の推薦により競技かるた部で決定。    | - B級以下の大会の読手。                 |

## 題材にした作品
- かるた - 竹下けんじろうによる競技かるたを題材にした漫画
- ちはやふる - 末次由紀による競技かるたを題材にした漫画。『BE・LOVE』2008年第2号から2022年9月号まで連載、同年12月号に「番外編」掲載[注 2]。連載中にはテレビアニメ化され（第1期-第3期）、また実写映画も制作され、2016年3月、同年4月公開の二部作『上の句』『下の句』、2018年2月公開の完結編『結び』の3作品がある。
- まんてん・いろは小町 - 小坂まりこによる競技かるたを題材にした漫画。
- かるたクイーン - NHK総合テレビジョンで放送されたNHK夜の連続ドラマ
- 綾のかるた - D否による競技かるたを題材にした漫画。『まんがタイム』にて連載された。